# Cristian Radu Nema
Cristian Radu Nema (n. 27 februarie 1987, Brașov, România) este un cineast român, producător de film și fotograf, discipol al lui Sergiu Nicolaescu.
În prezent este singurul fotograf român acreditat pe Covorul Roșu la Festivalul de Film de la Cannes, începând cu anul 2009. În 2010 pune bazele companiei CRN LUX et ARS, companie ce stă la baza unor mari proiecte culturale și cinematografice. Este colecționar de filme românești, și de asemenea posesorul unei colecții de afișe de filme românești. Această colecție este expusă în holurile Facultății de Film din cadrul UNATC 'Ι.L. Caragiale' București.

## Studii
A devenit doctor în cinematografie și media (cu distincția magna cum laude) în cadrul Universității Naționale de Artă Teatrală și Cinematografică „I. L. Caragiale” din București, sub îndrumarea prof. univ. dr. Manuela Cernat.
Este absolvent al masteratului de producție de film din cadrul UNATC (la clasa Doina Maximilian și Dinu Tănase), și al Facultății de Film, secția Cinematografie, fotografie, media (multimedia: sunet, montaj), la clasa prof. Laura Georgescu Baron.
Este absolvent al Colegiul Național „Andrei Șaguna” din Brașov.

## Afilieri
Este membru al Uniunii Cineastilor din Romania - UCIN, al Uniunii Autorilor și Realizatorilor de Film din România - UARF și al Uniunii Producătorilor de Film și Audiovizual din România - UPFAR.

## Filmografie
- 2024 De la Doină la Rembetiko (documentar artistic, 50', regia Cristian Radu Nema și Mimis Ravanis, scenariu Bianca Beatrice Michi - premieră națională urmată de recital extraordinar fusion cu 12 artiști greci și români)[10][11][12]
- 2023 Popas Imperial (documentar artistic, 23', regia Cristian Radu Nema și Mimis Ravanis, scenariu Bianca Beatrice Michi)[13] - premiera națională la Ateneul Român, urmat de concert Schoenbrunn Palace Orchestra Vienna. Avanpremieră la Serile Filmului Românesc[14][15] și la Colegiul Andrei Șaguna[16]
- 2022 PHOENIX - Povestea (lung metraj, 114', regia Cristian Radu Nema, cu Nicu Covaci, Mony Bordeianu, Josef Kappl, Costin Petrescu, Ovidiu Lipan, Mani Neumann - premiera de gală la Sala Palatului în prezenta tuturor membrilor Phoenix din toate generațiile)[17][18][19][20][21][22][23]
- 2021 Junele Sihastru (lung metraj documentar, 50', cu acad. Alexandru Surdu, Dorel Visan, regia Cristian Radu Nema și Mimis Ravanis, scenariu Bianca Beatrice Michi, prezentat la Biblioteca Academiei Române)[24][25][26][27][28][29]
- 2019 Cufarul lui Eminescu (documentar artistic, 34', cu Ion Caramitru, Cristian Motiu, acad. Alexandru Surdu, regia Cristian Radu Nema si Mimis Ravanis - prezentat în cadrul Short Film Corner la Festivalul de Film de la Cannes și în cadrul Serilor Filmului Romanesc)[30][31][32][33]
- 2018 A day in the life of Dorian Yates (documentar biografic, 34', cu Dorian Yates, regia Cristian Radu Nema)[34][35]
- 2017 Arhitectura României Mari (documentar artistic, 21', cu Ion Dichiseanu, regia Cristian Radu Nema)[36]
- 2009 Autoportret Tatiana Apahidean (regia Tatiana Apahidean, Laurențiu Damian, 50’, IMAGINA FILM) – producător, montaj,[37]
- 2007 O Legenda Vie (documentar, 18’, regia Cristian Radu Nema, cu: Mircea Albulescu) – producător, regie, scenariu, selecție la 4 festivaluri internationale (IPIFF, film.dok, Eco – Etno – Folk Film, CineMaIubit)[38]

## Expoziții

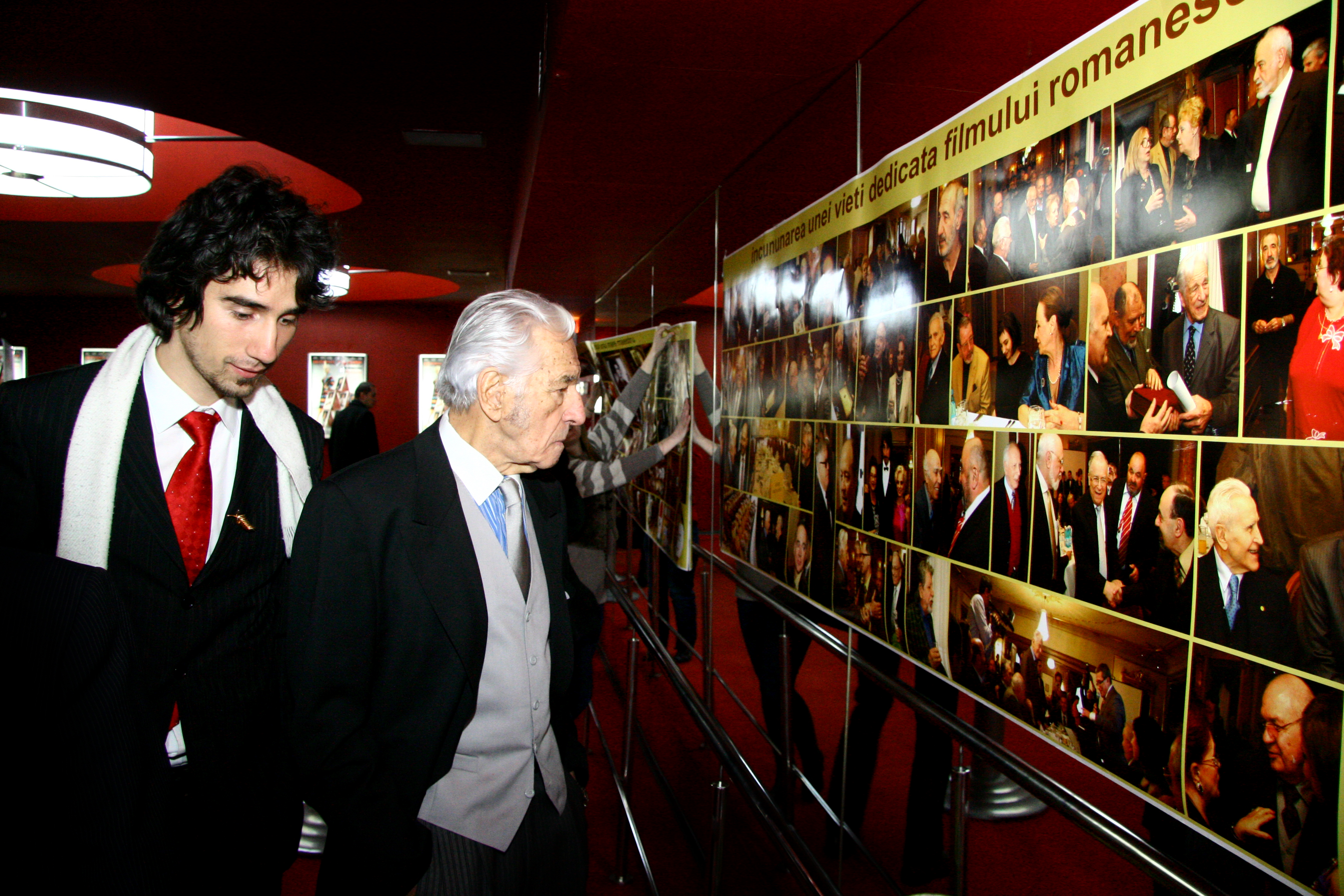
Vernisajul expozitiei "Maestrul si discipolul sau" - Cinema PRO, februarie 2012

- 2013 – Maestrul și discipolul său – Sergiu Nicolaescu (foyer cinema Patria) (permanentă)[3]
- 2010-2011 – Les photos de Cannes a Roumanie  (cinema Studio)[39]
- 2007 - Filmul romanesc in afise (hotel Novotel) (participanți: Victor Rebengiuc, Ileana Stana Ionescu, Ion Besoiu, Iurie Darie, Ioan Cărmăzan, George Motoi)[40]

## Lucrări publicate
- 2019 - București. Capitala Eroilor Patriei Române 1916 - 1919 (Academician Alexandru Surdu și Cristian Radu Nema, București, ed. Integral, 192 p,)[41]
- 2019 - Papa Franisc în Grădina Maicii Domnului - (București, ed. Integral, 112 p., ISBN 978-606-992-319-1)[42]
- 2018 - Filosofia ca sărbătoare. Alexandru Surdu la 80 de ani (Victor Emanuel Gica, Dragoș Popescu, Luminița Gliga, Cristian Radu Nema (editori), , București, Editura Academiei Române, 2018, 632 p., ISBN 978-973-27-2907-6
- 2018 - Mihai I. Amurg Regal - ed. Integral (ISBN 978-606-992-142-5)[43]
- 2017 - Colocvii. Portrete (de George Anca și Cristian Radu Nema) - (București, ed. Integral, 120 p., ISBN 978-606-8782-84-3)
- 2013 – Albumul de fotografie – "Un mare actor roman - Radu Beligan - Prin ochii lui Cristian Radu Nema"